# Haukdælir

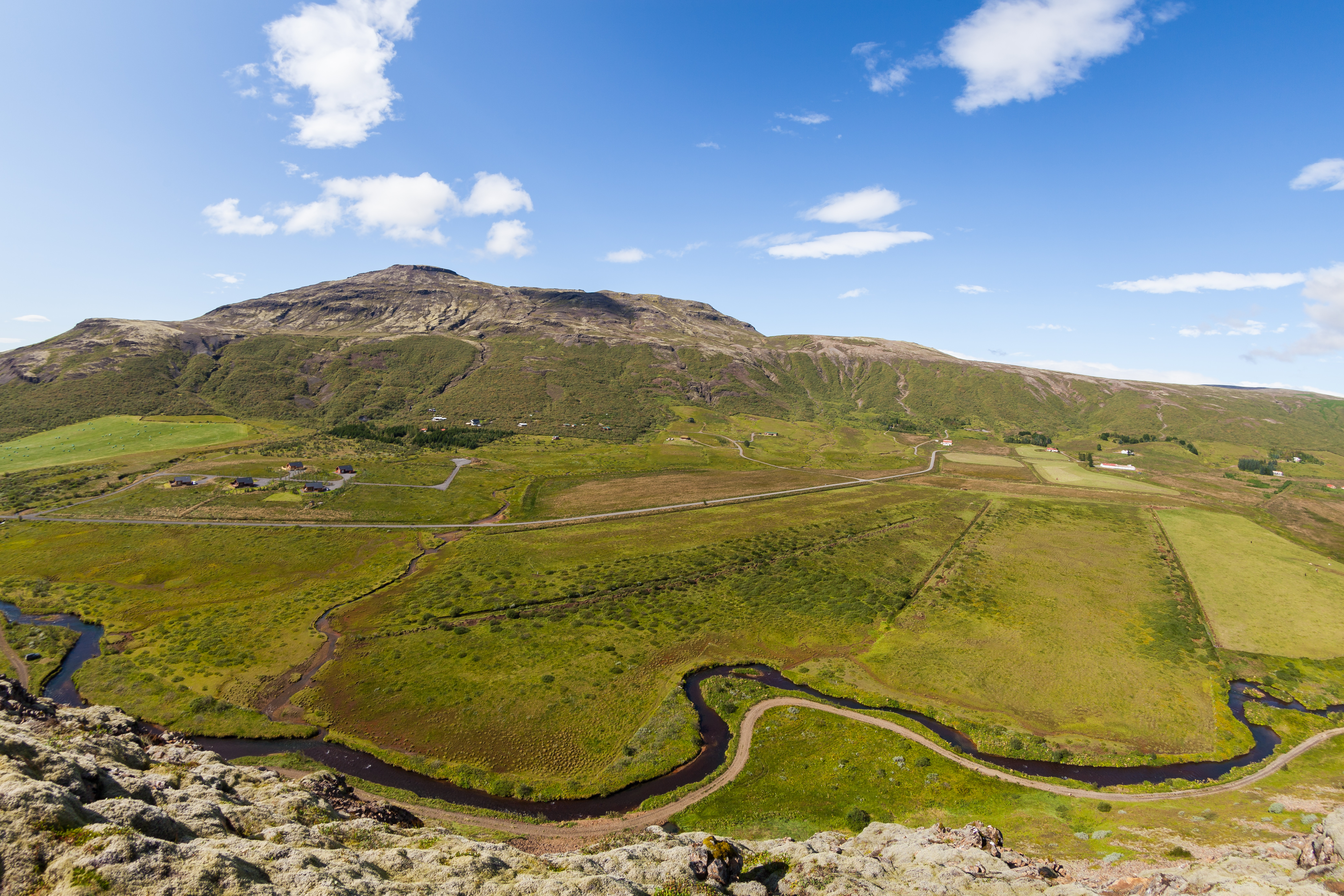
Vallée de « Haukadalur desde Laugarfjall », sud de l'Islande

Les Haukdælir (vieux norrois : ˈhɔukˌdɛːlez̠) sont un clan familial de l'Islande médiévale, entre le Xe siècle et le XIIIe siècle.

## Histoire
Le clan des Haukdælir est l'un des clans familiaux qui ont contrôlé la vie politique de l'État libre islandais au Moyen Âge. Leur nom dérive de celui d'une petite vallée dans le sud-est du pays, 
la Haukadalur (« Vallée du faucon »).
L'origine du clan remonte à Ketilbjörn Ketilsson (es), un Viking du IXe siècle qui fut l'un des premiers colonisateurs de l'Islande.
Les Haukdælir sont associés au développement du christianisme en Islande ; les premiers évêques nés dans le pays sont sortis de leurs rangs,. C'est notamment le cas du premier évêque islandais, Ísleifr Gizurarson, évêque de Skálholt, et de son fils et successeur, Gizurr Ísleifsson.
Ils jouent un rôle important durant les guerres civiles de l'âge des Sturlungar, au XIIIe siècle, où ils s'opposent au clan des Sturlungar. Leur chef, Gissur Þorvaldsson, prend parti pour le roi de Norvège Håkon IV et joue de son influence pour que la souveraineté de celui-ci sur l'Islande soit reconnue par le Vieux Pacte (1262-1264) ; il est nommé jarl d'Islande par le roi.